# Мішель Теато
Мішель Йоанн Теато (фр. Michel Johann Théato; нар. 22 березня 1878 — пом. 2 квітня 1923) — французький легкоатлет люксембурзького походження, який спеціалізувався в бігу на довгі дистанції та марафонському бігу.

## Із життєпису
Олімпійський чемпіон-1900 з марафонського бігу. Його перемога оскаржувалась опонентами по олімпійському забігу. Теато звинувачували у тому, що він під час бігу скорочував відстані дистанцією, прокладеною паризькими вулицями, адже працював кур'єром і добре знав усі маршрути. Згодом всі ці звинувачення були спростовані. Позаяк, через розслідування спортсмен отримав золоту медаль лише у 1912.
На Іграх-1900 Теато, уродженець Люксембургу, представляв Францію. У 2000-х Люксембурзький олімпійський комітет намагався забезпечити перерозподіл марафонської перемоги на користь Люксембургу через заявлену відсутність доказів набуття спортсменом французького громадянства. Проте, остаточним рішенням Міжнародного олімпійського комітету у 2004 подана заява була відхилена.
Після олімпійської перемоги став професійним спортсменом.
По завершенні спортивної кар'єри працював вантажником.

## Основні міжнародні виступи
| Рік  | Змагання         | Місто | Місце | Дисципліна |
| ---- | ---------------- | ----- | ----- | ---------- |
| 1900 | Олімпійські ігри | Париж | 1     | марафон    |